# Trirhithrum quadrimaculatum
Trirhithrum quadrimaculatum är en tvåvingeart som beskrevs av White 2003. Trirhithrum quadrimaculatum ingår i släktet Trirhithrum och familjen borrflugor.
Artens utbredningsområde är Kenya. Inga underarter finns listade i Catalogue of Life.